# Montaner
Montaner település Franciaországban, Pyrénées-Atlantiques megyében. Lakosainak száma 416 fő (2022. január 1.). Montaner Escaunets, Saint-Lézer, Siarrouy, Talazac, Tarasteix, Casteide-Doat, Ponson-Debat-Pouts, Pontiacq-Viellepinte és Lamayou községekkel határos.

## Népesség
A település népességének változása:
| Lakosok száma | 462  | 450  | 449  | 432  | 431  | 430  | 433  | 425  | 416  |
|               | 2013 | 2015 | 2016 | 2017 | 2018 | 2019 | 2020 | 2021 | 2022 |